# Mesosiderita
Las mesosideritas son una clase de meteoritos litoférricos que constan de partes iguales de níquel-hierro metálico y silicato. Son brechas de textura irregular; los silicatos y el metal se encuentran a menudo en grumos o guijarros, así como en crecimientos intercalados de grano fino. La parte de silicato contiene olivino, piroxenos y feldespato rico en calcio y es similar en composición a las eucritas y diogenitas.
Son un tipo raro de meteorito; a noviembre de 2014 solo se conocen 208 (de los cuales 56 provienen de la Antártida) y solo 7 de estos son caídas observadas. Por otro lado, algunas mesosideritas se encuentran entre los meteoritos más grandes conocidos.
En Vaca Muerta en el desierto de Atacama en Chile, se encontraron muchos fragmentos con una masa total de 3.8 toneladas en un gran campo esparcido. Fueron descubiertos por primera vez en el siglo XIX por buscadores de minerales que confundieron las inclusiones de metal brillante con plata y pensaron que habían encontrado un afloramiento de un depósito de mineral de plata. Más tarde, cuando se hizo un análisis y se encontró níquel-hierro, se estableció la verdadera naturaleza de un meteorito. El meteorito se llamó Vaca Muerta.
La caída más reciente de una mesosiderita ocurrió en Dong Ujimqin Qi en China, el 7 de septiembre de 1995, donde cayeron tres piezas grandes con una masa total de 129 kilogramos (284,4 lb). La caída de la mesosiderita de Estherville en Iowa, ocurrió el 10 de mayo de 1879. Después del avistamiento de una bola de fuego brillante, cayó una lluvia de varias masas grandes y muchos fragmentos pequeños, por un total de 320 kilogramos (705,5 lb) . La caída de Lowicz en Polonia el 12 de marzo de 1935 produjo más de 50 fragmentos con un peso total de 59 kilogramos (130,1 lb). Las otras caídas de mesosiderita observadas ocurrieron en 1842 en Barea (España), en 1880 en Varamin (Irán), en 1933 en la isla Dyarrl (Papúa Nueva Guinea) y en Patwar (India) en 1935. También se supone que el legendario meteorito Chinguetti es una mesosiderita.
El asteroide (16) Psyche es un candidato para el cuerpo celeste del cual provendrían las mesosideritas.